# Congreso Internacional de Matemáticos
El Congreso Internacional de Matemáticos (International Congress of Mathematicians, ICM) es el más importante congreso en la comunidad matemática. Se celebra cada cuatro años bajo los auspicios de la Unión Matemática Internacional (IMU). 
En el congreso de 1900 en París, Francia, David Hilbert anunció su famosa lista de 23 problemas abiertos en matemáticas, ahora llamados los problemas de Hilbert. Al congreso de 1998 asistieron 3.346 participantes. El programa constó de 21 horas de lecturas plenarias y 169 conferencias de 45 minutos sobre temas especializados impartidas por matemáticos distinguidos seleccionados por los organizadores del Congreso. Adicionalmente, cada participante puede presentar su trabajo en 15 minutos de exposición o a través de un cartel. Según la American Mathematical Society, más de 4500 participantes asistieron al congreso de 2006 en Madrid. El Rey de España presidió la ceremonia inaugural.

## Premios
Durante el congreso, se entregan los principales premios matemáticos, la Medalla Fields y el Premio Nevanlinna en el área de la informática teórica. Desde 2006 se concede también el Premio Carl Friedrich Gauss por contribuciones relevantes a la matemática aplicada. En 2010 se inauguró el premio Medalla Chern, siendo Louis Nirenberg el primer laureado y el Premio Leelavati. 
| Imagen | Nombre                      | Primera entrega                      | Reconocimiento |
| ------ | --------------------------- | ------------------------------------ | --- |
|        | Medalla Fields              | 1936                                 | Se otorga por el logro matemático sobresaliente para el trabajo existente y para la promesa de logros futuros. Dado que se entrega a matemáticos menores de 40 años, la Unión Matemática Internacional pretende galardonar a aquellos cuya trayectoria sea excelente en relación con su edad. |
|        | Medalla Abacus              | 1982 (Rolf Nevanlinna) 2022 (Abacus) | Logros en aspectos matemáticos en ciencia de la información |
|        | Premio Carl Friedrich Gauss | 2006                                 | A quien por contribuciones matemáticas sobresalientes se han encontrado aplicaciones significativas fuera de las matemáticas. |
|        | Medalla Chern               | 2010                                 | A la persona cuyos logros garantizan el más alto nivel de reconocimiento por logros sobresalientes en el campo de las matemáticas. |
|        | Premio Leelavati            | 2010                                 | Reconoce la destacada labor de divulgación pública en matemáticas. Desde 2014, esta patrocinado por Infosys. |
|        | Medalla Ladyzhenskaya       | 2022                                 | Otorgado a personas por su excelente contribución en física matemática. |

## Lista de congresos
Antes que el ICM 1897, se organizó un Congreso Internacional de Matemáticas en Chicago, Estados Unidos. Felix Klein pronunció el discurso de apertura en el Congreso Internacional de Matemáticas celebrado en conjunto con la Exposición Mundial de Colombia en Chicago en 1893. El discurso, 'El estado actual de las matemáticas', contenía un "manifiesto" para la futura cooperación internacional de los matemáticos.
| Año  | Congreso        | Ciudad          | País            |
| ---- | --------------- | --------------- | --------------- |
| 1897 | I Congreso      | Zúrich          | Suiza           |
| 1900 | II Congreso     | París           | Francia         |
| 1904 | III Congreso    | Heidelberg      | Imperio alemán  |
| 1908 | IV Congreso     | Roma            | Italia          |
| 1912 | V Congreso      | Cambridge       | Reino Unido     |
| 1920 | VI Congreso     | Estrasburgo     | Francia         |
| 1924 | VII Congreso    | Toronto         | Canadá          |
| 1928 | VIII Congreso   | Bolonia         | Italia          |
| 1932 | IX Congreso     | Zúrich          | Suiza           |
| 1936 | X Congreso      | Oslo            | Noruega         |
| 1950 | XI Congreso     | Cambridge       | Estados Unidos  |
| 1954 | XII Congreso    | Ámsterdam       | Países Bajos    |
| 1958 | XIII Congreso   | Edimburgo       | Reino Unido     |
| 1962 | XIV Congreso    | Estocolmo       | Suecia          |
| 1966 | XV Congreso     | Moscú           | Unión Soviética |
| 1970 | XVI Congreso    | Niza            | Francia         |
| 1974 | XVII Congreso   | Vancouver       | Canadá          |
| 1978 | XVIII Congreso  | Helsinki        | Finlandia       |
| 1983 | XIX Congreso    | Varsovia        | Polonia         |
| 1986 | XX Congreso     | Berkeley        | Estados Unidos  |
| 1990 | XXI Congreso    | Kioto           | Japón           |
| 1994 | XXII Congreso   | Zúrich          | Suiza           |
| 1998 | XXIII Congreso  | Berlín          | Alemania        |
| 2002 | XXIV Congreso   | Pekín           | China           |
| 2006 | XXV Congreso    | Madrid          | España          |
| 2010 | XXVI Congreso   | Hyderabad       | India           |
| 2014 | XXVII Congreso  | Seúl            | Corea del Sur   |
| 2018 | XXVIII Congreso | Río de Janeiro  | Brasil          |
| 2022 | XXIX Congreso   | San Petersburgo | Rusia           |
| 2026 | XXX Congreso    | Filadelfia      | Estados Unidos  |